# Соколовский (Тульская область)
Соколовский — хутор в Богородицком районе Тульской области России.
В рамках административно-территориального устройства входит в состав Шахтёрского сельского округа Богородицкого района, в рамках организации местного самоуправления входит в муниципальное образование Бегичевское со статусом сельского поселения в составе муниципального района.

## География
Хутор находится в юго-восточной части Тульской области, в лесостепной зоне, в пределах северной части Среднерусской возвышенности, вблизи истока реки Большая Сукромка, на расстоянии примерно 3 километров (по прямой) к востоку-северо-востоку от города Богородицка, административного центра округа. Абсолютная высота — 239 метров над уровнем моря.

### Климат
Климат характеризуется как умеренно континентальный, с умеренно холодной снежной зимой и тёплым летом. Среднегодовая многолетняя температура воздуха составляет 4 — 4,6 °С. Абсолютный минимум температуры воздуха холодного периода составляет −48 °C; абсолютный максимум тёплого периода — 45 °C. Безморозный период длится в среднем 149 дней. Среднегодовое количество атмосферных осадков составляет 650—730 мм, из которых большая часть (около 460 мм) выпадает в тёплый период. Снежный покров держится в течение 130—145 дней.

### Часовой пояс
Хутор Соколовский, как и вся Тульская область, находится в часовой зоне МСК (московское время). Смещение применяемого времени относительно UTC составляет +3:00.

## Население
| 2010 |
| ---- |
| 47   |

### Национальный состав
Согласно результатам переписи 2002 года, в национальной структуре населения русские составляли 98 % из 52 чел.